# حثل عضلي ضموري عضدي
الحثل العضلي الضموري العضدي، المعروف كذلك باسم متلازمة فولبيان-بيرنهاردت، أو متلازمة الذراع المترهلة أو متلازمة الرجل داخل البرميل، هو اضطراب نادر يصيب الخلايا العصبية الحركية، ويُصنَّف في كثير من الأحيان كأحد الأنماط الإقليمية أو المظاهر السريرية لمرض التصلب الجانبي الضموري.
تتميّز المرحلة الأولى من هذا الاضطراب، والتي تمتد عادةً من اثني عشر إلى ثمانية عشر شهرًا، بضعف تدريجي في ذراع واحدة أو في الذراعين معًا.
ويُلاحظ أن هذا الشكل من المرض يرتبط بمعدل بقاء أطول نسبيًا مقارنةً بالأنماط الأخرى ضمن طيف التصلب الجانبي الضموري. ونظرًا لخصوصية الأعراض السريرية التي تميّزه، اقترح بعض الباحثين أن هذا الاضطراب قد يُعد كيانًا سريريًا مستقلًا، وليس مجرد أحد أشكال التصلب الجانبي الضموري.

## التاريخ
تم توصيف المرض لأول مرة عام 1886 من قبل طبيب الأعصاب الفرنسي ألفريد فولبيان والطبيب الألماني المتخصص في علم أمراض الجهاز العصبي مارتن بيرنهاردت، حيث وصفاه كحالة تتسم بضعف تدريجي في الأطراف العلوية، مع بقاء العضلات البُصلية – المسؤولة عن الوظائف الحيوية مثل النطق والبلع – دون تأثر.
ويُعد هذا الاضطراب حالة نادرة وغير نمطية، ولا يمكن التوصل إلى تشخيص دقيق له إلا بعد مرور فترة زمنية طويلة، نظرًا لتدرّج أعراضه وغياب العلامات السريرية الواضحة في مراحله المبكرة.
وفي دراسة نُشرت عام 2015، تم رصد فروق جوهرية بين هذا الاضطراب ومرض التصلب الجانبي الضموري، كان من أبرزها غياب العلامات الدالة على إصابة العصبونات الحركية العلوية لدى المصابين. وقد خلصت الدراسة إلى أن هذا المرض قد يُمثّل كيانًا سريريًا منفصلًا، وليس مجرد نمط فرعي من التصلب الجانبي الضموري.

## الفيزيولوجيا المرضية
لا يزال السبب الدقيق لظهور هذا الاضطراب غير معروف في غالبية الحالات. ومع ذلك، فقد تم الإبلاغ عن حالات نادرة ظهر فيها المرض كمتلازمة شبه ورمية، وهي حالة مرضية تنشأ نتيجة استجابة مناعية غير طبيعية مرتبطة بوجود أورام خبيثة في الجسم. 
كما تشير بعض التقارير السريرية إلى وجود علاقة محتملة بين هذا الاضطراب وطفرة في جين SOD1، الذي يُعرف بدوره في تطور بعض أشكال أمراض العصبون الحركي، بما في ذلك التصلب الجانبي الضموري.

## الأعراض
أظهرت دراسة شملت 1,188 حالة من حالات التصلب الجانبي الضموري في لندن بين عامي 1993 و2007، بالإضافة إلى 432 حالة في مدينة ملبورن، أنه تم تصنيف الحالات على أنها متلازمة الذراع المترهلة عندما تم الإبلاغ في الأشهر الاثني عشر الأولى عن ضعف في الأطراف العلوية فقط. استنادًا إلى هذا المعيار، تم تصنيف 135 حالة، أي حوالي 11% من الحالات، ضمن متلازمة الذراع المترهلة. في المراحل اللاحقة، لوحظ ضعف في الأطراف السفلية وظهور أعراض أخرى مرتبطة بالتصلب الجانبي الضموري.
كما أظهرت الدراسة أن 16% من الحالات التي تم تشخيصها بمتلازمة الذراع المترهلة نجحت في البقاء على قيد الحياة لأكثر من عشر سنوات، وهو أعلى معدل بقاء بين جميع أشكال التصلب الجانبي الضموري في الدراسة.

## الحالات
من بين القلائل الذين تحدثوا علنًا عن مرض الحثل العضلي الضموري العضدي، توجد سونيا بوستامانتي دومينغيز، وهي امرأة مكسيكية بدأت تظهر عليها الأعراض الأولى للمرض في عام 2012 وتم تشخيصها في عام 2016. في عام 2024، وصفت سونيا جسدها بأنه "سجن".